# Geranomyia procax
Geranomyia procax är en tvåvingeart som först beskrevs av Alexander 1960.  Geranomyia procax ingår i släktet Geranomyia och familjen småharkrankar. Inga underarter finns listade i Catalogue of Life.